# Molini di Triora
Molini di Triora är en ort och kommun i provinsen Imperia i regionen Ligurien i Italien. Kommunen hade 603 invånare (2018).